# 리아우 루피아
리라우 루피아는 1963년부터 1964년까지 인도네시아의 리아우에서 사용되던 독립된 통화였다. 리라우 루피아는 액면 가격 그대로 말레이시아 링깃으로 대체되었고, 또한 인도네시아 루피아로 1 리라우 루피아 = 14.7 인도네시아 루피아의 비율로 대체되었다.
동전은 1, 5, 10, 25, 50 센의 종류로 발행되었다. 모든 동전은 1962년에 알루미늄으로 주조되었다. 지폐도 발행되었는데 1, 2½ 루피아의 액면가치를 가진 지폐는 인도네시아에서 발행되었고, 5, 10, 100 루피아 지폐는 인도네시아 은행에서 발행하였다.